# Frankie Vaughan
Frankie Vaughan, OBE, CBE, född som Frank Abelson 3 februari 1928 i Liverpool, död 17 september 1999 i High Wycombe, Buckinghamshire, var en brittisk popsångare med ett tiotal hits. Han hade även stora framgångar med sina cabaretshower i såväl England som i USA. Han medverkade i ett musiknummer i filmen Låt oss älska 1960 mot Marilyn Monroe.

## Diskografi i urval

### Album

#### Philips
- 1957 – Happy Go lucky
- 1958 – Frankie Vaughan Showcase
- 1959 – Frankie Vaughan at the London Palladium (UK #6)
- 1961 – Let Me Sing – I'm Happy
- 1961 – Warm Feeling
- 1962 – Live at the Talk of the Town
- 1963 – All Over Town
- 1965 – My Kind of Song
- 1966 – Return Date at the Talk of the Town
- 1967 – Frankie Vaughan Songbook (UK #40)
- 1971 – This is Frankie Vaughan

#### Columbia

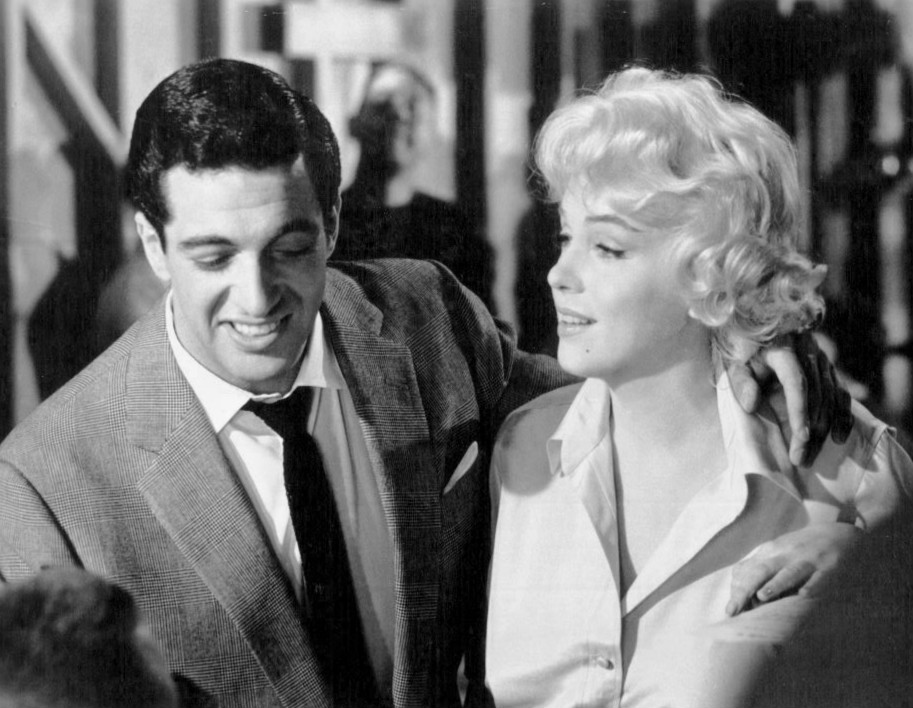
Frankie Vaughan och Marilyn Monroe i filmen Låt oss älska (1960)

- 1967 – There Must Be a Way (UK #22)
- 1968 – The Second Time Around
- 1970 – Mr Moonlight
- 1971 – Double Exposure
- 1972 – Frankie
- 1972 – Frankie Vaughan Sing-a-Long
- 1973 – Frankie Vaughan Sings

#### Pye
- 1973 – Sincerely Yours
- 1974 – Someone Who Cares
- 1975 – Seasons for Lovers
- 1977 – Golden Hour Presents Frankie Vaughan

### Kända låtar
- "Too Marvelous for Words" (1953)
- "Bye Bye Baby" (1953)
- "Give Me The Moonlight, Give Me the Girl" (1955)
- "Something's Gotta Give" (1955)
- "The Green Door" (1956)
- "Garden Of Eden" (1957)
- "Kisses Sweeter Than Wine" (1957)
- "Milord" (1960)
- "Hello Dolly" (1964)
- "Wait" (1965)
- "You'll Never Walk Alone" (1970)
- "Unchained Melody" (1974)